# Militärflugplatz Tschkalowski

i7
i11
i13

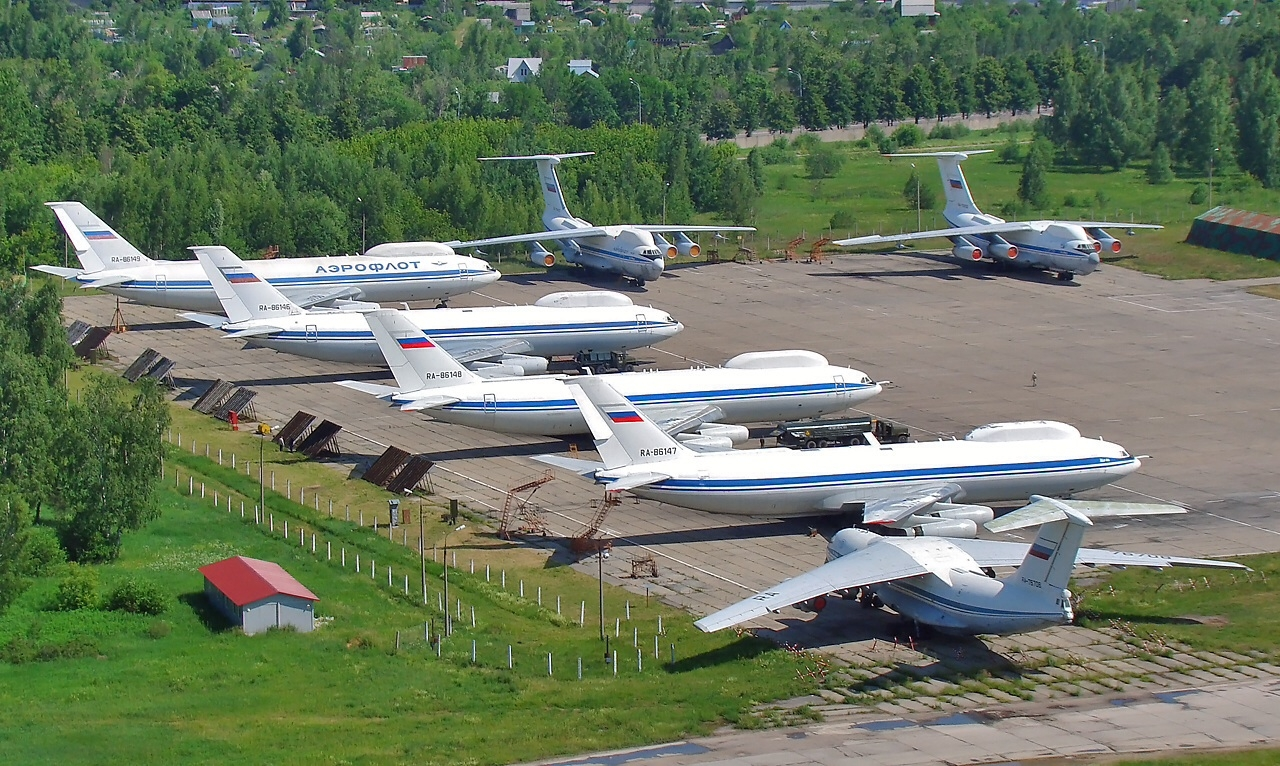
Militärflugplatz Tschkalowski

Der Militärflugplatz Tschkalowski (russisch Аэродром Чкаловский) liegt 31 km nordöstlich von Moskau bei Schtscholkowo in der Oblast Moskau (Moskauer Militärbezirk) beim Sternenstädtchen. Er ist nach Waleri Pawlowitsch Tschkalow benannt.

## Einheiten
In Tschkalowski ist die 8. Fliegerdivision zur besonderen Verwendung (8. ADON) stationiert, die direkt dem Oberkommando der Luftstreitkräfte (WWS WGK) unterstellt ist. Die 8. ADON besteht aus folgenden Einheiten:
- 70. Fliegerregiment zur besonderen Verwendung (70. APON)
- 353. Fliegerregiment zur besonderen Verwendung (353. APON)
- 354. Fliegerregiment zur besonderen Verwendung (354. APON)
- 223. Fliegerabteilung

## Flugzeugtypen
Die Aufgaben der Einheiten, und auch die Abstellplätze, sind zweigeteilt. Es existieren in Tschkalowski sowohl Transportflugzeuge als auch Maschinen für die elektronische Aufklärung. Zu den in Tschkalowski stationieren Maschinen der Transportflieger gehören An-12, An-26, An-72, Il-76 sowie zum (VIP-)Personentransport Il-18, Il-62, Tu-134 und Tu-154. Die drei letzten Typen werden in den Farben der Gesellschaften Aeroflot und Rossija betrieben.
Die Flotte der elektronischen Aufklärer besteht aus diversen An-12, Il-18, Iljuschin Il-20M, Il-22M, Il-76WKP / Il-82 und Il-86WKP.